# 印尼佛教
這篇印尼佛教（英語：Buddhism in Indonesia）用來簡述佛教在印尼的歷史以及近況。
據推測，佛教約在公元100-200年開始進入印尼。佛教是印尼6大官方認可宗教之一，其餘5種是伊斯蘭教、基督教新教、天主教、印度教和印尼孔教。根據印尼2018年全國人口普查，該國佛教徒的人數超過200萬，大約佔全國總人口近0.8%。佛教徒中大多數集中在雅加達首都特區、廖內省、廖內群島省、邦加-勿里洞省、北蘇門答臘省和西加里曼丹省。但這個數字可能會有誇大，因為不被印尼官方列為認可宗教的道教和中國民間信仰的追隨者者可能也會在人口普查中宣稱自己是佛教徒。今日印尼大多數的佛教徒都是印尼華人，但也包含少數印尼原住民（如爪哇族和薩薩克人）。

## 歷史

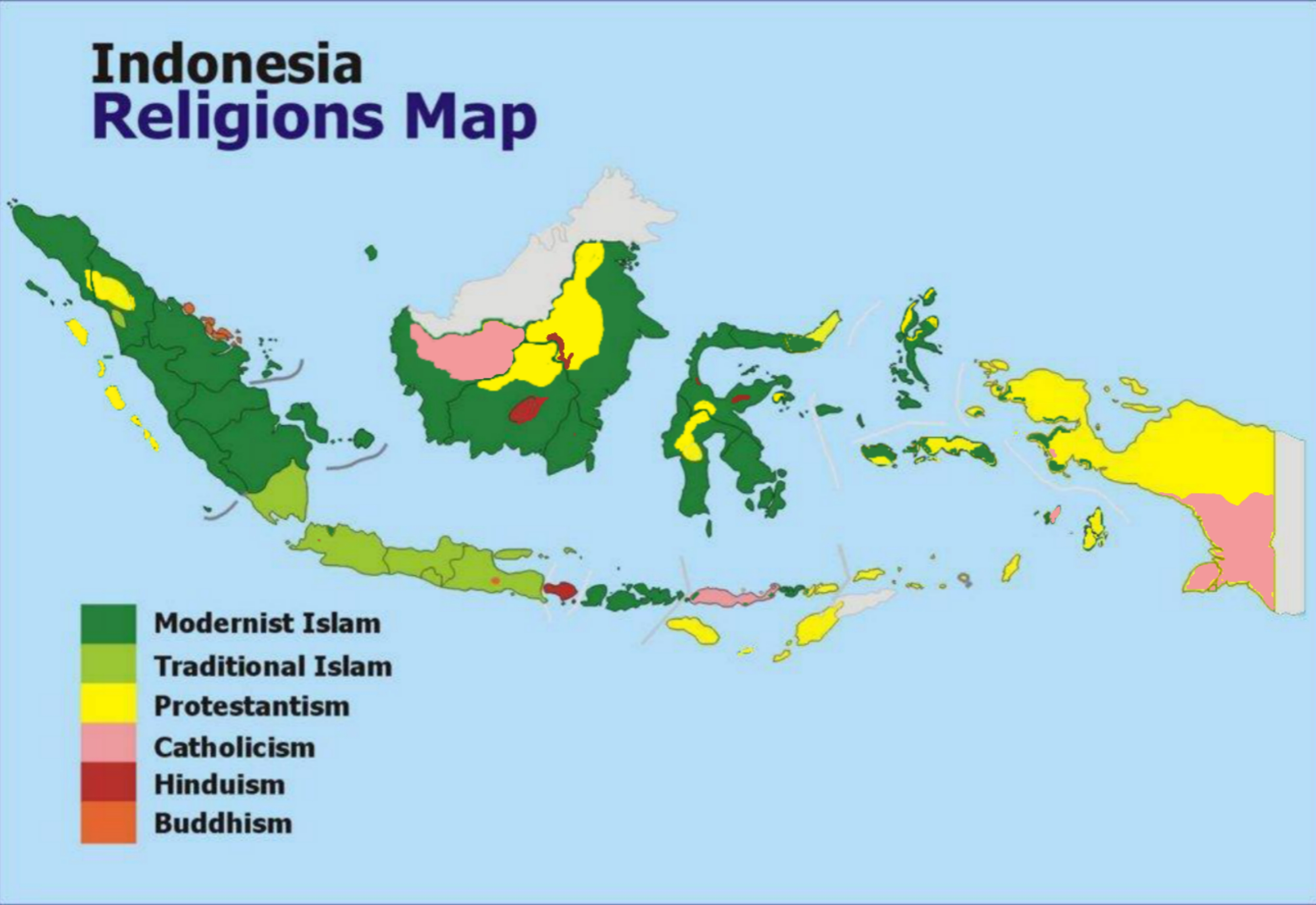
印尼宗教信仰信徒分佈圖，佛教部分以橘色顯示。

佛教經由絲路傳播始於公元5世紀，起源於北印度而散佈到亞洲各處，而所謂的絲路則包含有陸路以及海上部分。當時的三佛齊王國以其優越的地理位置，以及卓越的航海技術而發展出茂盛的海上貿易，也曾擔任過佛教學習以及推廣的中心。陸路以及海上絲路互相連接，有互補作用，受到影響領域被學者稱為“大佛教文化圈”。

### 古代
佛教在印尼是繼印度教之後的第二古老的外來宗教，印度教於公元2世紀左右由印度傳入。 印尼的佛教歷史與印度教歷史有密切關係，有許多受印度文化影響的王國在此時期建立。佛教初始進入印尼群島始於1世紀初，透過印尼和印度之間的海上絲路貿易進行。印尼最古老的佛教考古遺址推測是位於西爪哇省加拉旺的巴都加亞佛塔建築群。巴都加亞遺址中最古老的部分估計建於2世紀，而最晚的大約建於12世紀。隨後，在蘇門答臘島的占碑省、南蘇門答臘省的巨港（參考舍公堂丘，當地人視為聖地，有佛教遺跡）和廖內省，以及中爪哇省和東爪哇省也發現大量佛教遺跡。印尼群島在幾個世紀之間，曾有過幾個強大的佛教王國，如夏連特拉王國、馬打蘭王國和三佛齊王國等的崛起以及隕落。

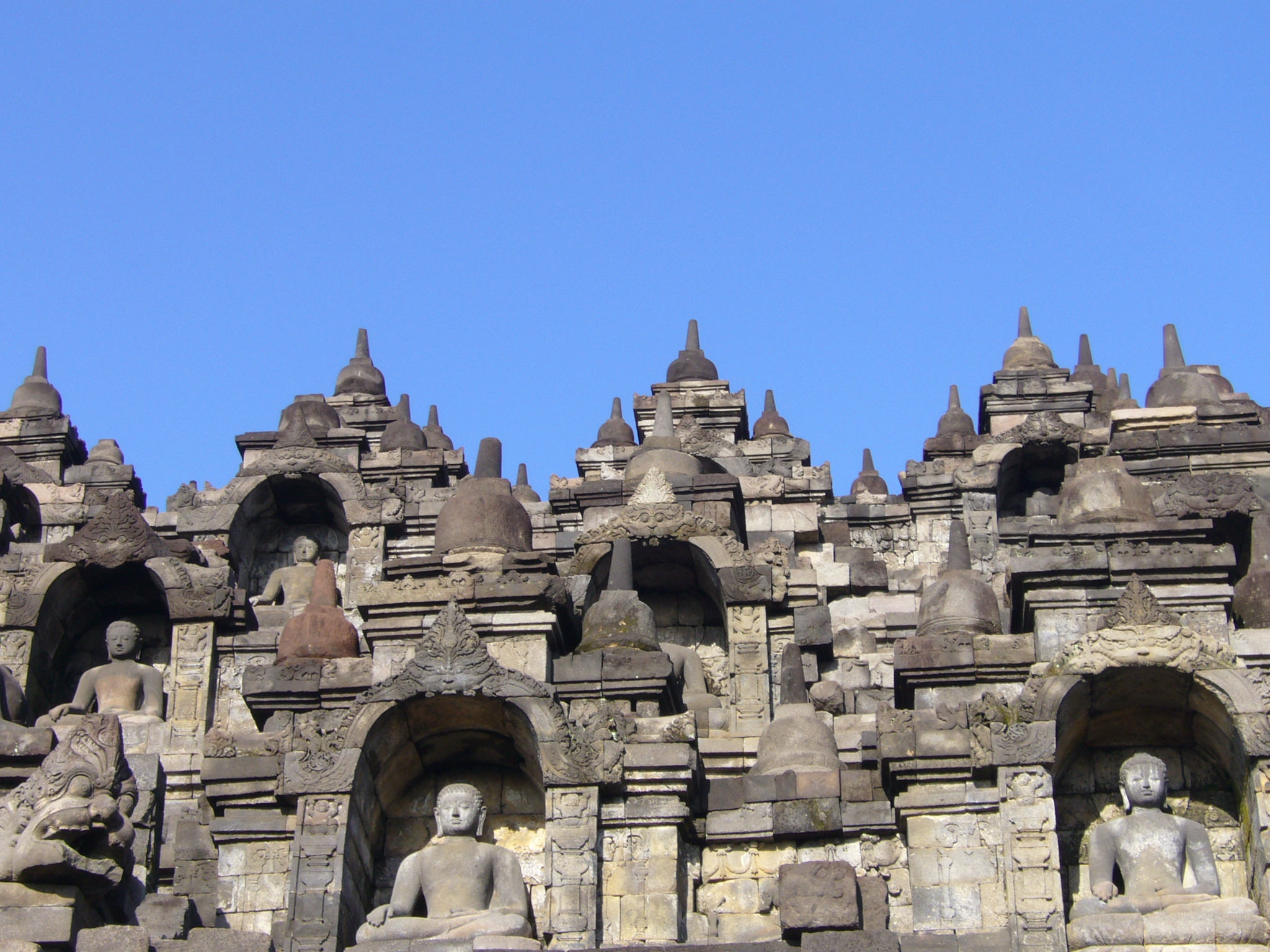
位於中爪哇省的婆羅浮屠寺廟群。

根據中國唐朝時期的文字記載，佛教僧侶義淨在公元7世紀前往印度取經，而經過南海途中，目睹位於蘇門答臘島的強大海上王國三佛齊。這個王國是當地的佛教學習中心。
印尼有許多佛教歷史遺跡，包括在8世紀建造的婆羅浮屠內的曼荼羅紀念碑和在中爪哇省的賽烏寺、西爪哇省的巴都加亞佛塔、占碑省的穆阿羅寺廟群、廖內省的穆拉塔庫斯禪邸和北蘇門答臘省的巴赫禪邸，以及眾多早年印度教-佛教王國遺留下來的雕像或銘文。在諫義里王國、信訶沙里王國和滿者伯夷王國時期，佛教被稱為Dharma ri Kasogatan，與印度教同樣被尊崇為王國的官方宗教。雖然有些國王會較偏袒印度教，但和諧、寬容甚至綜攝都受到鼓勵，正如爪哇詩人安普·唐徒拉為促進印度教徒（Shivaites）和佛教徒之間的寬容而撰寫的詩篇Kakawin Sutasoma，而成為當今印尼的建國格言（即存異求同）。爪哇在古典時代也產生一些精美的佛教藝術，如智慧女神雕像（statue of Prajnaparamita）和曼都寺的毘盧遮那佛、聖觀音菩薩和金剛手菩薩雕像。

### 衰落與復興
伊斯蘭教在13世紀進入印尼群島，先開始在沿海港口城鎮站穩腳步。15世紀末，信奉印度-佛教的滿者伯夷王國受到伊斯蘭王國攻擊後遭到推翻。到16世紀末，伊斯蘭教取代印度教和佛教成為爪哇島和蘇門答臘島上的主要宗教。印尼在之後的450年裡並無顯著的佛教信仰存在。隨著整個地區由穆斯林統治，許多佛教遺址、佛塔、寺廟和手稿都受到遺棄或是遭到遺忘。在此時期，信奉佛教者僅餘少數，其中大部分是在17世紀移民潮期間大量遷入印尼的華人。印尼的許多klenteng（華人廟宇）實際上是座三教的混合體，包含三種信仰，即佛教、儒教和道教。
在1934年，有位斯里蘭卡僧侶那拉達·西拉首度前來荷屬東印度統治下的印尼群島，這趟旅程是他前往東南亞弘法之旅中的一段。印尼當地有些佛教徒利用這個機會將佛教予以復興。1934年3月10日，透過那拉達大師的加持，在婆羅浮屠東南側舉行摩訶菩提樹栽植儀式，有些在家眾選擇此時出家為僧。

### 現代印尼

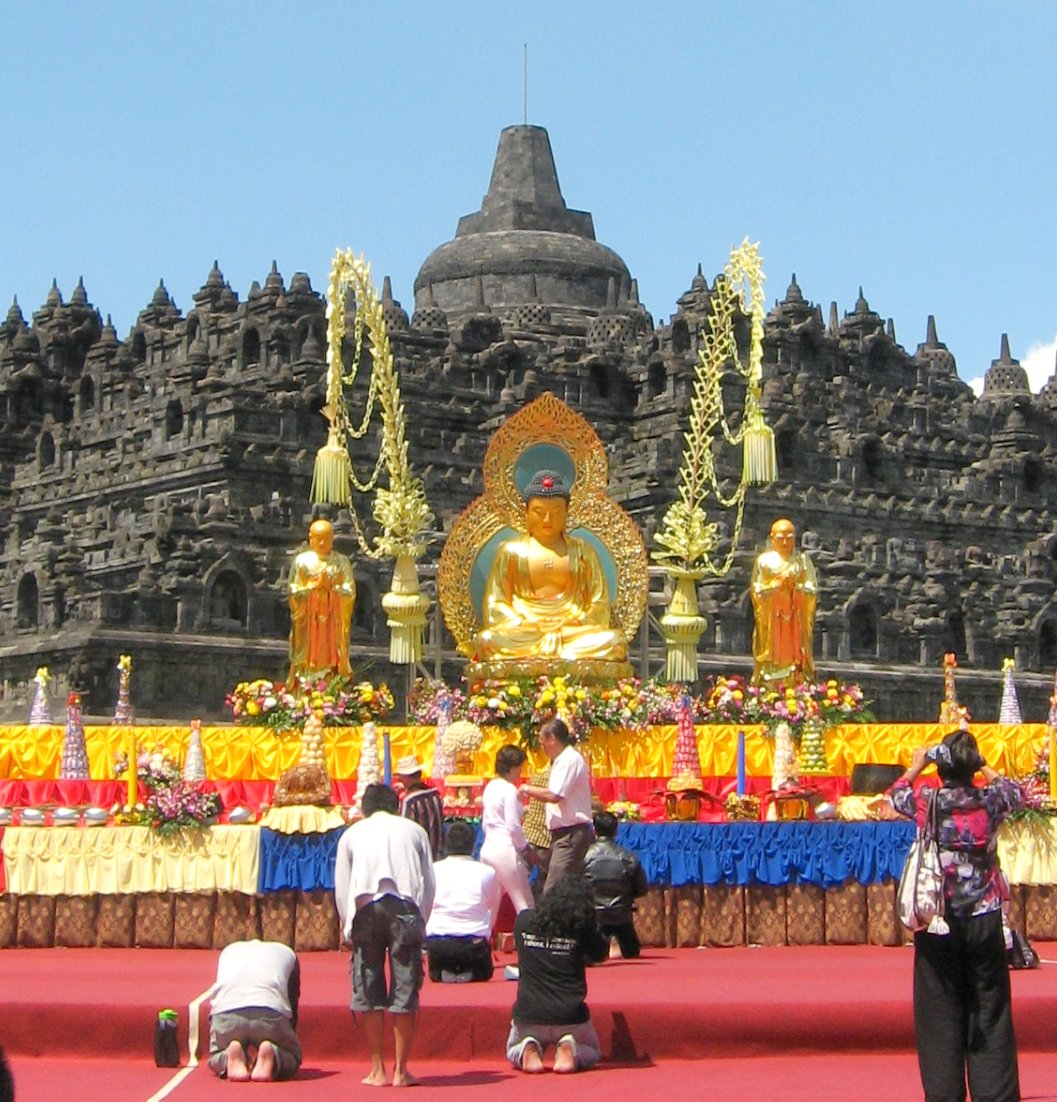
在中爪哇省婆羅浮屠舉行的印尼全國衛塞節紀念儀式。

在蘇卡諾總統於1960年代中期卸任之後，印尼建國五原則（Pancasila）被重申為印尼的官方宗教政策，而此政策只承認一神論。結果是Perbuddhi（印尼佛教組織（Indonesian Buddhists Organisation））創始人體正老和尚（印尼出生華人後裔，俗名Tee Boan-an戴满安）提出佛教有一至尊之神，即成佛種子。他還以古爪哇語中撰寫的佛教經典相關歷史以及婆羅浮屠寺廟群來支持其立論。
在蘇哈托擔任總統，稱為新秩序的時代，佛教依據建國五原則的精神而被認可為印尼的5種官方宗教之一。
2015年在萬隆倫邦的Wisma Kusalayani佛寺舉行1,000多年後在印尼的首度上座部佛教比丘尼戒。受戒者包括印尼的Vajiradevi Sadhika Bhikkhuni、斯里蘭卡的Medha Bhikkhuni、日本的Anula Bhikkhuni、越南的Santasukha Santamana Bhikkhuni、馬來西亞的Sukhi Bhikkhuni和Sumangala Bhikkhuni，以及澳大利亞的Jenti Bhikkhuni。
在今日，根據Pancasila的原則，代表僧伽的佛教僧侶，連同神父/牧師、婆羅門、或其他公認宗教的代表均會參加各項國家舉辦的儀式。儀式中包括有祈禱（由一位穆斯林伊瑪目帶領，其他信仰的代表在他身後排列）。雖然印尼佛教徒大部分信奉漢傳佛教（大乘宗派），但政府選定的佛教代表往往是上座部僧人（即以往所稱小乘佛教僧人）。
每年會有來自印尼和鄰國的數千名佛教徒在婆羅浮屠聚集，舉行印尼全國衛塞節的紀念儀式。

## 佛教文學
古爪哇語中現存最古老的密宗真言（主要是金剛乘和佛教密宗）文學，使用的文字深受梵語影響，被彙集在文本《Sang Kyang Kamahayanan Mantranaya》之中。

## 目前信徒數目

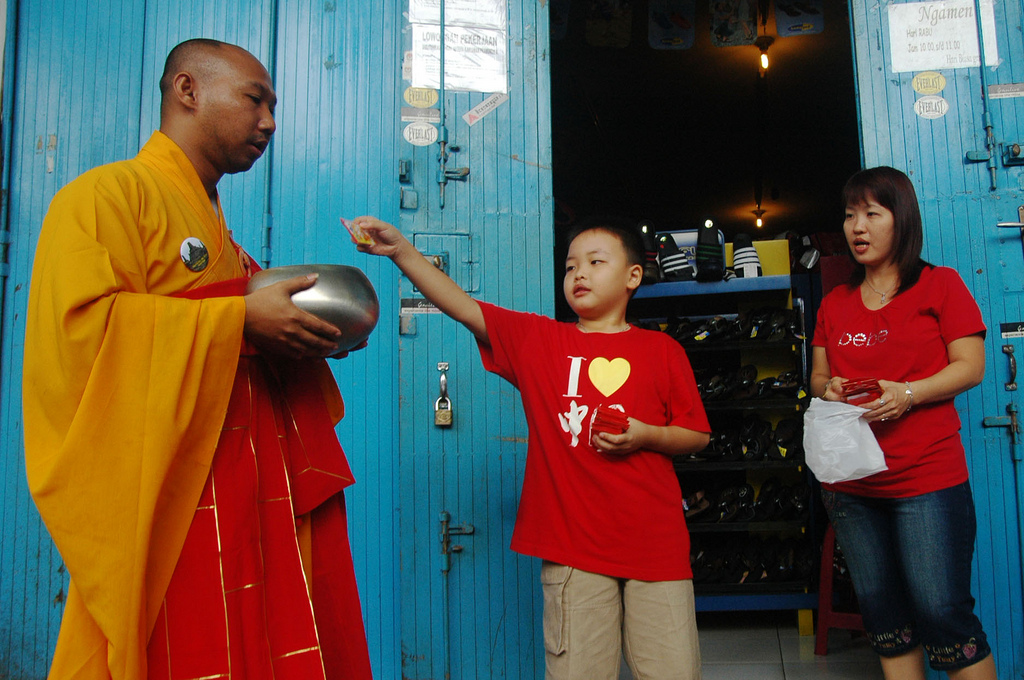
位於中爪哇省的馬吉冷市，僧侶在衛塞節前一日出外托缽化緣。印尼華人佛教徒把施捨置入缽中。

在印尼，佛教主要是印尼華人和少數印尼當地人所信仰的宗教，信徒僅佔印尼總人口約0.8%（其中也包括道教和印尼孔教的信徒）。大多數印尼華人居住在城市地區，因此印尼佛教徒也主要是分佈在城市地區。印尼擁有較多佛教人口的10大省份是：雅加達、北蘇門答臘省、西加里曼丹省、萬丹省、廖內省、廖內群島省、西爪哇省、東爪哇省、南蘇門答臘省和中爪哇省。
有個名為“Bodha”的薩薩克人群體（估計人口數目：8000人），主要分佈在龍目島本特克村（Bentek）和林賈尼火山山坡之上。他們完全未受伊斯蘭教的影響，仍保存泛靈論信仰，在他們的信仰儀式和宗教詞彙中融有一些印度教和佛教的因素。這群薩薩克族，部分也由於他們的部落Bodha之名（與Buddha發音相近），而被印尼政府歸類為佛教徒。
爪哇也存有小型佛教徒聚集地，主要分佈在中爪哇省和東爪哇省的村莊和城市。 在特曼宮、勿里達和 傑柏拉等縣份約有30,000名佛教徒，其中大部分是爪哇族。例如在中爪哇省特曼宮縣卡洛蘭（Kaloran）區的山區村莊中，爪哇當地人的佛教徒人口即佔多數。

### 2018年人口普查
根據印尼在2018年所做的人口普查，全國的佛教徒人數共為2,062,150人。佛教徒佔人口比例從2010年的0.7% 上升到2018年的0.77%。
| 省份                 | 總人口數目  | 佛教人口數目 | 百分比 |
| -------------------- | ----------- | ------------ | ------ |
| 印尼                 | 266,534,836 | 2,062,150    | 0.77%  |
| 雅加達               | 11,011,862  | 399,005      | 3.62%  |
| 北蘇門答臘省         | 14,908,036  | 361,402      | 2.42%  |
| 西加里曼丹省         | 5,427,418   | 330,638      | 6.09%  |
| 廖內省               | 1,961,388   | 143,755      | 7.33%  |
| 萬丹省               | 10,868,810  | 136,183      | 1.25%  |
| 廖內省               | 6,149,692   | 133,744      | 2.17%  |
| 西爪哇省             | 45,632,714  | 98,780       | 0.22%  |
| 東爪哇省             | 40,706,075  | 74,186       | 0.18%  |
| 南蘇門答臘省         | 8,267,779   | 67,504       | 0.82%  |
| 邦加-勿里洞省        | 1,394,483   | 66,705       | 4.78%  |
| 中爪哇省             | 36,614,603  | 53,578       | 0.15%  |
| 占碑省               | 3,491,764   | 34,376       | 0.98%  |
| 巴厘省               | 4,236,983   | 28,635       | 0.68%  |
| 楠榜省               | 9,044,962   | 27,397       | 0.30%  |
| 南蘇拉威西省         | 9,117,380   | 21,661       | 0.24%  |
| 西努沙登加拉省       | 3,805,537   | 16,654       | 0.44%  |
| 東加里曼丹省         | 3,155,252   | 15,535       | 0.49%  |
| 南加里曼丹省         | 2,956,784   | 12,412       | 0.42%  |
| 亞齊特區             | 5,253,512   | 7,444        | 0.14%  |
| 中蘇拉威西省         | 2,969,475   | 4,339        | 0.15%  |
| 北加里曼丹省         | 654,994     | 4,216        | 0.64%  |
| 北蘇拉威西省         | 2,645,118   | 3,957        | 0.15%  |
| 西蘇門答臘省         | 5,542,994   | 3,638        | 0.07%  |
| 日惹特區             | 3,645,487   | 3,155        | 0.09%  |
| 中加里曼丹省         | 2,577,215   | 2,763        | 0.11%  |
| 巴布亞省             | 4,346,593   | 2,355        | 0.05%  |
| 明古魯省             | 2,001,578   | 2,180        | 0.11%  |
| 東南蘇拉威西省       | 1,755,193   | 2,118        | 0.12%  |
| 哥倫打洛省           | 1,181,531   | 977          | 0.08%  |
| 西巴布亞省           | 1,148,154   | 957          | 0.08%  |
| 西蘇拉威西省         | 1,563,896   | 478          | 0.03%  |
| 東努沙登加拉省       | 5,426,418   | 448          | 0.01%  |
| 馬魯古省（摩鹿加省） | 1,864,229   | 395          | 0.02%  |
| 北馬魯古省           | 1,314,849   | 150          | 0.01%  |

### 佛教宗派
今日的印尼有幾個佛教派別。最早傳入印尼的是密宗教派，這個宗派是由大乘佛教發展而來，與後來的藏傳佛教有某些相似之處。古代在爪哇島和蘇門答臘島的各種寺廟都是密宗佛教派別。漢傳佛教（大乘佛教的主要分支）從17至18世紀開始傳入印尼群島，吸引當地華人加入。其他著名的宗派有來自斯里蘭卡和泰國的上座部佛教。
印尼最著名的佛教組織是印度尼西亞佛教信託基金會（Walubi），印尼所有佛教宗派皆由這個組織管轄。其他佛教組織包括印度尼西亞佛教委員會、印度尼西亞大僧伽協會 (SAGIN)）、印度尼西亞上座部僧伽協會(STI)、印尼大乘僧伽協會和源自台灣的慈濟。

### 宗教活動
印尼最重要的佛教節日是衛塞節。每年一次，在5月或6月的滿月之日舉行，印尼的佛教徒慶祝衛塞節，以紀念喬達摩悉達多的出生、死亡以及獲得最高智慧成為釋迦牟尼。衛塞節是印尼的官方國定假日（參見印尼公共假日，儀式主要在三座佛教寺廟舉行，從曼都寺步行到帕翁寺，最後抵達婆羅浮屠。
衛塞節慶典儀式也經常在中爪哇省的賽烏寺以及和眾多的佛教寺廟中舉行。

### 歧視與抗議
雖然佛教是印尼政府認可的宗教，而且佔印尼絕大部分的穆斯林中多數均對宗教採取寬容的態度，但佛教受到歧視的事件仍會發生。根據2016年10日30日新聞報導，住在北蘇門答臘省丹戎巴來市的印尼華人社區因為當地政府拆除三寶寺（Tri Ratna Temple）頂部佛像而發生抗議的事件。